# جکسون (آیداهو)
جکسون (به انگلیسی: Jackson) یک منطقهٔ مسکونی در ایالات متحده آمریکا است که در آیداهو واقع شده است. جکسون ۱٬۲۶۸٫۹ متر بالاتر از سطح دریا قرار دارد.